# Lost and Found
Lost and Found treći je studijski album američkog nu metal sastava Mudvayne. Diskografska kuća Epic Records objavila ga je 12. travnja 2005. Album je imao veliki uspjeh u SAD-u, gdje je završio na 2. mjestu i nedugo nakon toga dobio zlatni certifikat od RIAA. Prodan je u oko 1.000.000 primjeraka do kolovoza 2014. i najuspješniji je album sastava sve do danas.

## Pozadina
Nakon što je nastupio za Metallicu na turneji sastava u Summer Sanitarium 2003., Mudvayne je proveo praznike oporavljajući se prije početka radovi na albumu. Album producirao Dave Fortman. Sastav je odabrao Fortmana jer su smatrali da može kombinirati ekstremne elemente sastava.
Prije odlaska u studiju The Plant u Sausalitu u Kaliforniji na snimanje albuma, sastav je proveo vrijeme s Fortmanom u predprodukciji. Pjevač Chad Gray je rekao: "Otkrio sam da su tih prvih nekoliko dana najvažniji kad se radi o postavljanju tona albuma i postavljanju izazova sastavu u pogledu njihovih ciljeva i finom podešavanju aranžmana za maksimalan emocionalni učinak." Sastav unajmio je ranč u sjevernoj Kaliforniji gdje su pisali i uvježbavali pjesme za album. Pretvorili su njegovu garažu s više štandova u improvizirane studio. Kao i kod prethodnog Mudvayneova albuma, odlučili su izolirati sastav kako bi dobili inspiraciju za pisanje pjesama. Matthew McDonough je izjavio: "Postavljanje jasnih ciljeva za svaku pjesmu bilo je ključ Mudvayneovih brzih rezultata. Ovo je čudna kontradikcija, ali može biti vrlo oslobađajuće postaviti ograničenja kreativnosti sve dok ne dopustite da vas ta ograničenja definiraju. Oslobađa se puno kreativne energije kad prestanete vući ideju u pedeset različitih smjerova i počnete je gurati u jednom."
Do 27. svibnja 2004. sastav je završio pisanje 12 pjesama za album. Chad, Ryan, Greg i Matthew napustili su ranč u Santa Cruzu i vratili se svojim domovima u Kaliforniju, Illinois i Wisconsin. Dne 12. lipnja 2004. sastav se ponovo okupio kako bi započelo snimanje albuma.
Pjesma "Small Silhouette" snimljena je tijekom sesija albuma Lost and Found, a kasnije se pojavila na albumu sa soundtrackom za Showtimeovu seriju Masters of Horror.

## Glazba i tekstovi
Consequence of Sound opisao je Lost and Found kao hard rock album. Sadrži elemente thrash metala.  Pjesma "Determined" (izvorni naslov bio je "Fucking Determined") koristi elemente groove metala i hardcore punka, dok se tekst pjesme "IMN" vrti oko samoubojstva,  teme koja se ponavlja u Mudvayneovim pjesmama. Pjesmu "Choices" Gray je opisao kao "osmominutni opus". To je najduža Mudvayneova pjesma.
Sastav vidi album kao povratak sirovom zvuku koji se čuo na L.D. 50, a gitarist Greg Tribbett rekao je u intervjuu za časopis Rolling Stone: "Umjesto da budemo svi glatki, definitivno idemo na sirovi zvuk na ovoj ploči. Posljednja je bila prilično glatka, a prva ploča, L.D. 50, bila je sirova, tako da je pomalo miješamo."  Matthew McDonough rekao je kako vjeruje da će glazba na albumu odražavati profinjenost Mudvayneovog složeno strukturiranog hard rocka u ravnoteži s više melodije nego na bilo kojem prethodnom albumu. Basist Ryan Martinie dodao je: "Naš cilj za treći album je stvarati glazbu koja nam se sviđa jer ako nas čini sretnima, onda će se ostalo pobrinuti samo za sebe."
Mnogi kritičari su tvrdili da album napustio je zvuk s njihovih prethodnih albuma.

## Popis pjesama
Tekstovi i glazba: Mudvayne. 
| 1.    | »Determined«         | 2:39 |
| 2.    | »Pushing Through«    | 3:28 |
| 3.    | »Happy?«             | 3:37 |
| 4.    | »IMN«                | 5:51 |
| 5.    | »Fall into Sleep«    | 3:51 |
| 6.    | »Rain. Sun. Gone«    | 4:35 |
| 7.    | »Choices«            | 8:05 |
| 8.    | »Forget to Remember« | 3:35 |
| 9.    | »TV Radio«           | 3:26 |
| 10.   | »Just«               | 3:00 |
| 11.   | »All That You Are«   | 6:11 |
| 12.   | »Pulling the String« | 5:05 |
| 53:29 |                      |      |

| Bonus pjesme na japanskom izdanju | Bonus pjesme na japanskom izdanju | Bonus pjesme na japanskom izdanju | Bonus pjesme na japanskom izdanju | Bonus pjesme na japanskom izdanju | Bonus pjesme na japanskom izdanju | Bonus pjesme na japanskom izdanju | Bonus pjesme na japanskom izdanju | Bonus pjesme na japanskom izdanju | Bonus pjesme na japanskom izdanju |
| Br.                               | Skladba                           | Trajanje                          |                                   |                                   |                                   |                                   |                                   |                                   |                                   |
| --------------------------------- | --------------------------------- | --------------------------------- | --------------------------------- | --------------------------------- | --------------------------------- | --------------------------------- | --------------------------------- | --------------------------------- | --------------------------------- |
| 13.                               | »Goodbye«                         | 5:07                              |                                   |                                   |                                   |                                   |                                   |                                   |                                   |
| 14.                               | »Small Silhouette«                | 3:02                              |                                   |                                   |                                   |                                   |                                   |                                   |                                   |
| 61:38                             |                                   |                                   |                                   |                                   |                                   |                                   |                                   |                                   |                                   |

## Recenzije
Album je prodan u 100.000 primjeraka u prvom tjednu od izdanja.
Nakon izdanja, album dobio je općenito mješovite recenzije, a Metacritic mu je dao ocjenu 46 %. Neko kritičari primijetili su uočenu promjenu u zvuku na albumu usmjerenom na više mainstream publiku. Kansas Wichita Eagle primijetio je: "Uspjeh nije nešto što su članovi Mudvaynea namjeravali postići, ali ga neće prezreti. Od pojavljena kvarteta na heavy metal sceni 1996., napredovao je od margine do mainstreama rocka.” 
Pozitivna recenzija pojavila se u Entertainment Weeklyju, koji je napisao: "Utkavši kristalizirane melodije u svoje prepoznatljive klastere bijesa, metalci umaču prst u čistije vode bez gubitka bilo kakve prljavštine." 
Johnny Loftus iz stranice AllMusic pohvalio je prvom pjesme, "Determined", napisavši u svojoj recenziji, "Oni su uspjeli na početku "Determined" — jedna od Mudvayneovih najjačih pjesama svih vremena, to je zamah moderniziranog thrasha." Međutim, dao je albumu mješovie recenzije, napisavši: "Lost and Found ubrzo pada u poznate, razbijajuće tekstove-nitko me ne razumije i usklađivanje trenutaka osvježavajuće sirovosti s dijelovima stereotipnog 'korporacijskog metala', ne-žanra koja je ustala da prihvati glasne rock izbjeglice i tvrđu stranu post-grungea. Energija u "Determined" i "Just" je potrošena vijugavim "TV Radio" i "Fall into Sleep", a naposljetku se Mudvayne izgubi između thrasha i razvodnjene posvećenosti Slipknotu." 
Mješovite recenzije pojavio su se i u Q-u, koji je rekao, "[Mudvayne] ostaje duhom porazno prosječan", Rolling Stone-u, koji je nazvao album "Sinkopirani sludge koji će se povezati samo sa starenjem izgaranja i najljućim mladim 'uns"  i Billboard, koji je napisao, "Album je, iako nije strašan, nije ni vrlo nezaboravan." 
PopMatters albumu je dao negativne recenzije, napisavši: "Lost and Found je u konačnici besmislen album, onaj koji se možda dobro prodavao prije šest godina, ali danas djeluje kao jednoličan i beznadno passé." 
Pjesma "Determined" bila je nominirana na dodjeli Grammyja 2006. za najbolju metal izvedbu, ali je izgubila od pjesama Slipknota, "Before I Forget".

## Zasluge
| Mudvayne - Greg Tribbett – gitara - Matthew McDonough – bubnjevi - Chad Gray – vokal - Ryan Martinie – bas-gitara Dodatni glazbenici - Devun Fortman – dodatni vokal na pjesmi "Choices" - Erinn Fortman – dodatni vokal na pjesmi "Choices" - Leah Germinaro – dodatni vokal na pjesmi "Choices" | Ostalo osoblje - Dave Fortman – snimanje, produkcija, miks - Jeremy Parker – miks - Mike Boden – inženjer zvuka (asistent) - Mauricio Serna – inženjer zvuka (asistent) - Kelly Liebelt – inženjer zvuka (asistent) - Tony Terrebonne – inženjer zvuka (asistent) - Ted Jensen – mastering |